# Youssef Mariana
Youssef Mariana, né le 13 mai 1974 à Marrakech, est un ancien footballeur international et milieu de terrain marocain. 

## Biographie
Youssef Mariana est 12 fois sélectionné en équipe du Maroc et participe à la Coupe d'Afrique des nations 2000 avec le Maroc.
Il a son actif un total de 92 matchs en Eredivisie avec le club néerlandais du Willem II Tilburg.

## Sélection en équipe nationale
| Caps | Date       | Match            | Lieu       | Score | Compétition            |
| 1    | 17/11/1999 | Maroc - USA      | Marrakech  | 2 - 1 | Amical                 |
| 2    | 22/12/1999 | Maroc - Sénégal  | Agadir     | 0 - 0 | Amical                 |
| 3    | 18/01/2000 | Maroc - Trinité  | El Jadida  | 1 - 0 | Amical                 |
| 4    | 25/01/2000 | Congo - Maroc    | Lagos      | 0 - 1 | CAN 2000               |
| 5    | 03/02/2000 | Nigeria - Maroc  | Lagos      | 2 - 0 | CAN 2000               |
| 6    | 09/04/2000 | Gambie - Maroc   | Banjul     | 0 - 1 | Elim. CM 2002          |
| 7    | 22/04/2000 | Maroc - Gambie   | Casablanca | 2 - 0 | Elim. CM 2002          |
| 8    | 04/06/2000 | Maroc - Jamaique | Casablanca | 1 - 0 | Coupe Hassan II        |
| 9    | 06/06/2000 | Maroc - France   | Casablanca | 1 - 5 | Finale Coupe Hassan II |
| 10   | 17/06/2000 | Namibie - Maroc  | Windhoek   | 0 - 0 | Elim. CM 2002          |
| 11   | 09/07/2000 | Maroc - Algérie  | Fès        | 2 - 1 | Elim. CM 2002          |
| 12   | 02/09/2000 | Gabon - Maroc    | Libreville | 2 - 0 | Elim. CAN 2002         |
| ---- | ---------- | ---------------- | ---------- | ----- | ---------------------- |

## Carrière
- Kawkab de Marrakech
- Al Shabab Riyad
- 2000-2004 : Willem II Tilburg
- 2004-2005 : Wydad de Casablanca
- 2005-2010 : Kawkab de Marrakech[2],[1]